# رکسانا مهران
رکسانا مهران متخصص قلب و عروق ایرانی-آمریکایی و استاد دانشکده پزشکی آیکان در مانت ساینای است. او به خاطر کارش در زمینه قلب و عروق مداخله‌ای شناخته شده‌است.

## جوانی و تحصیل
مهران پیش از آمدن به آمریکا در تهران زاده شد. او در سال ۱۹۸۳ مدرک لیسانس شیمی را از دانشگاه نیویورک دریافت کرد. او دکترای خود را از دانشکده پزشکی دانشگاه سنت جورج در گرانادا، هند غربی در سال ۱۹۸۷ به دست آورد. مهران از سال ۱۹۸۸ تا ۱۹۹ دوره دستیاری تخصصی خود را در برنامه پزشکی داخلی در دانشکده پزشکی دانشگاه کنکتیکت در هارتفورد سی‌تی گذراند و به عنوان دستیار ارشد در آنجا خدمت کرد. او دوره‌های فلوشیپ قلب و عروق (۱۹۹۱ تا ۱۹۹۴) و قلب و عروق مداخله‌ای (۱۹۹۴ تا ۱۹۹۵) را در مرکز پزشکی مانت سینای در شهر نیویورک به پایان رساند.

## حرفه پزشکی
مهران پیش از انتقال به دانشکده پزشکی مانت ساینای، در مرکز پزشکی ایروینگ دانشگاه کلمبیا و مرکز بیمارستانی واشینگتن به کار می‌پرداخت. او از سال ۲۰۱۰ استاد پزشکی، تخصص قلب و عروق و علم و سیاست سلامت جمعیت در دانشکده پزشکی آیکان در مانت ساینای است. او در سال ۲۰۱۹ به عنوان استاد برتر مانت ساینای در پژوهش‌ها و نتایج بالینی قلب و عروق مورد تقدیر قرار گرفت.
مهران طرفدار حضور گسترده زنان در پزشکی با تمرکز بر رشته قلب و عروق است و از جمله فعالیت‌های او پژوهشی در لنست است که نشان می‌دهد فقدان تحقیقات جنسیتی خاص مرتبط با سلامت قلب زنان است. او سازمان «زنان به‌عنوان یک» را که به پیشرفت پزشکان زن اختصاص داشت بنیانگذاری کرد و در سال ۲۰۲۰ به عنوان کمیسر ارشد کمیسیون زنان و بیماری‌های قلبی عروقی لنست منصوب شد. او پزشک بنیانگذار بنیاد تحقیقات قلب و عروق در سال ۲۰۰۰ در نیویورک است.

## نشریات برگزیده
تا سال ۲۰۲۱ از مهران بیش از ۲۰۰٬۰۰۰ بار در مقالات مختلف یاد شده‌است و دارای اچ ایندکس ۱۶۳ است.
- Mehran, R.; Nikolsky, E. (2006-04-01). "Contrast-induced nephropathy: Definition, epidemiology, and patients at risk". Kidney International (به انگلیسی). 69 (100): S11–S15. doi:10.1038/sj.ki.5000368. ISSN 0085-2538. PMID 16612394.
- Mehran, Roxana; Rao, Sunil V.; Bhatt, Deepak L.; Gibson, C. Michael; Caixeta, Adriano; Eikelboom, John; Kaul, Sanjay; Wiviott, Stephen D.; Menon, Venu; Nikolsky, Eugenia; Serebruany, Victor (2011-06-14). "Standardized Bleeding Definitions for Cardiovascular Clinical Trials". Circulation. 123 (23): 2736–2747. doi:10.1161/CIRCULATIONAHA.110.009449. PMID 21670242. S2CID 36243495.
- Mehran, Roxana; Aymong, Eve D.; Nikolsky, Eugenia; Lasic, Zoran; Iakovou, Ioannis; Fahy, Martin; Mintz, Gary S.; Lansky, Alexandra J.; Moses, Jeffrey W.; Stone, Gregg W.; Leon, Martin B. (2004). "A simple risk score for prediction of contrast-induced nephropathy after percutaneous coronary intervention". Journal of the American College of Cardiology (به انگلیسی). 44 (7): 1393–1399. doi:10.1016/j.jacc.2004.06.068. PMID 15464318.
- Mehran, Roxana; Dangas, George; Abizaid, Andrea S.; Mintz, Gary S.; Lansky, Alexandra J.; Satler, Lowell F.; Pichard, Augusto D.; Kent, Kenneth M.; Stone, Gregg W.; Leon, Martin B. (1999-11-02). "Angiographic Patterns of In-Stent Restenosis". Circulation. 100 (18): 1872–1878. doi:10.1161/01.CIR.100.18.1872. PMID 10545431.

## جوایز و افتخارات
از جوایز و افتخارات مهران می‌توان به جایزه برجسته رهبری برنادین هیلی برای بیماری‌های قلبی عروقی زنان (۲۰۱۷)، مداخله‌گر ارشد انجمن آنژیوگرافی و مداخلات قلبی عروقی (۲۰۱۷)، جایزه نانت ونگر برای برتری در رهبری پزشکی (۲۰۱۸)، جایزه آندریاس گرانتزیگ و مدال نقره انجمن قلب و عروق اروپا (۲۰۱۹)، و مدال افتخار الیس آیلند (۲۰۱۹) اشاره کرد.